# Lucas González de Caso
Lucas González de Caso (denominado popularmente como Tío Lucas) fue un cocinero español del siglo XVIII nacido en Cádiz. En Madrid se hicieron populares sus platos a base de judías (Judías a lo tío Lucas, perdices, y también sus menudos. Todos ellos eran platos contundentes que se servían en las tascas madrileñas de la época. Se sabe que tuvo la taberna en la calle de Cedaceros. aunque se desconoce la razón por la que siendo gaditano sus guisos eran de clara influencia manchega. Hoy en día la denominación a lo tío Lucas sigue teniendo vigencia en algunos platos de la gastronomía de Madrid, como por ejemplo: Las «Judías Tío Lucas» y «Las Perdices Tío Lucas».